# 章水 (赣江)

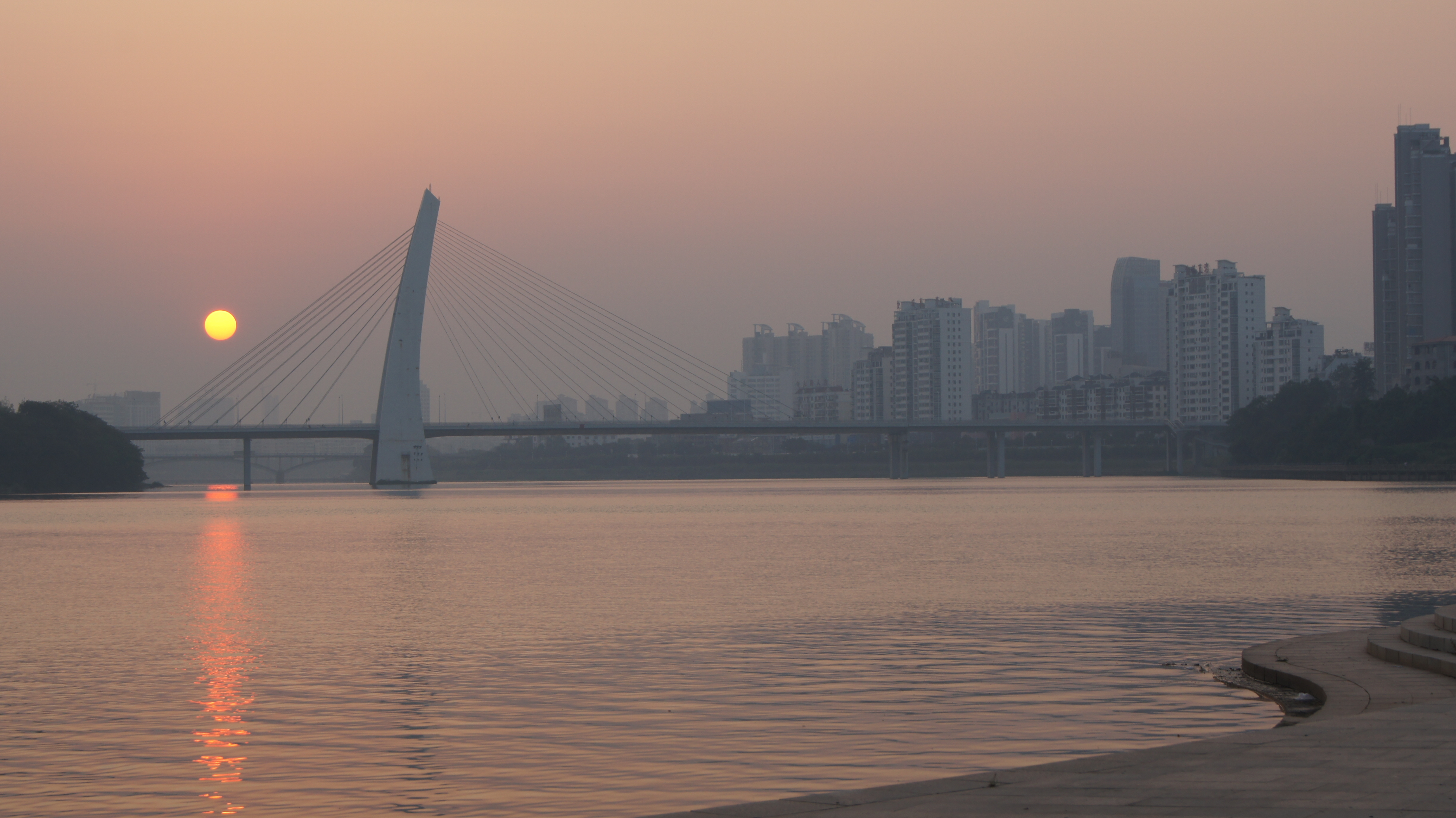
赣州市章贡区飞龙大桥跨越章水

章水，赣江的西源。古称豫章水，唐时因避豫王讳，改称章水。
发源于崇义县聂都山张柴洞，流经大余、上犹、南康，在南康市三江乡三江口与上犹江汇合，此后又称章江，流经赣县、章贡区，在章贡区内，俗称西河。在八境台与贡水交汇，始称赣江。
长199千米，由西向东流，落差861米，平均坡降4.33‰。流域面积7696平方千米。